# De liefde van een blondje
De liefde van een blondje (Tsjechisch: Lásky jedné plavovlásky) is een Tsjecho-Slowaakse dramafilm uit 1965 onder regie van Miloš Forman.

## Verhaal
Andula werkt in een schoenenfabriek in een stadje in de buurt van Praag. Ze droomt van een beter leven. Wanneer ze tijdens een dansavond in contact komt met de pianist Milda, voelt ze zich gelukkig.

## Rolverdeling
| Acteur              | Personage        |
| ------------------- | ---------------- |
| Hana Brejchová      | Andula           |
| Vladimír Pucholt    | Milda            |
| Vladimír Menšík     | Vacovský         |
| Ivan Kheil          | Manas            |
| Jirí Hrubý          | Burda            |
| Milada Ježková      | Moeder van Milda |
| Josef Šebánek       | Vader van Milda  |
| Josef Kolb          | Pokorný          |
| Marie Salacová      | Marie            |
| Jana Nováková       | Jana             |
| Jarka Crkalová      | Jaruška          |
| Tána Zelinková      | Meisje           |
| Zdena Lorencová     | Zdena            |
| Jan Vostrcil        | Kolonel          |
| Antonín Blažejovský | Tonda            |